# Gran Premio Brissago
Il Gran Premio Brissago, conosciuto anche come Giro del Lago Maggiore - GP Knorr, era una corsa in linea femminile di ciclismo su strada organizzata con cadenza annuale nei dintorni di Brissago, nel Canton Ticino svizzero, tra il 1985 e il 2009. Fece per alcuni anni parte del Calendario internazionale femminile UCI come prova di classe 1.2.

## Albo d'oro
Aggiornato all'edizione 2009.
| Anno | Vincitrice          | Seconda         | Terza             |
| ---- | ------------------- | --------------- | ----------------- |
| 1985 | Barbara Ganz        |                 |                   |
| 1986 | Roberta Bonanomi    |                 |                   |
| 1987 | Imelda Chiappa      |                 |                   |
| 1988 | Edith Schönenberger | Barbara Ganz    | Isabelle Michel   |
| 1989 | Barbara Ganz        |                 |                   |
| 1991 | Luzia Zberg         |                 |                   |
| 1992 | Hanny Weiss         |                 |                   |
| 1993 | Yvonne Schnorf      |                 |                   |
| 1994 | Luzia Zberg         |                 |                   |
| 1997 | Andrea Hänny        |                 |                   |
| 1998 | Chantal Daucourt    |                 |                   |
| 1999 | Nataliya Yuhanyuk   |                 |                   |
| 2000 | Greta Zocca         |                 |                   |
| 2001 | Marika Murer        |                 |                   |
| 2002 | Vera Carrara        |                 |                   |
| 2003 | Allison Wright      |                 |                   |
| 2004 | Vera Carrara        |                 |                   |
| 2005 | Giorgia Bronzini    |                 |                   |
| 2006 | Fabiana Luperini    |                 |                   |
| 2007 | Noemi Cantele       | Magali Mocquery | Fabiana Luperini  |
| 2008 | Nicole Brändli      | Noemi Cantele   | Marta Bastianelli |
| 2009 | Noemi Cantele       | Jeannie Longo   | Eva Lutz          |